# 제이크 실버먼
제이크 실버먼(Jake Silbermann, 1983년 6월 1일 ~ )은 미국의 배우이다.